# LeRoy E. Cain

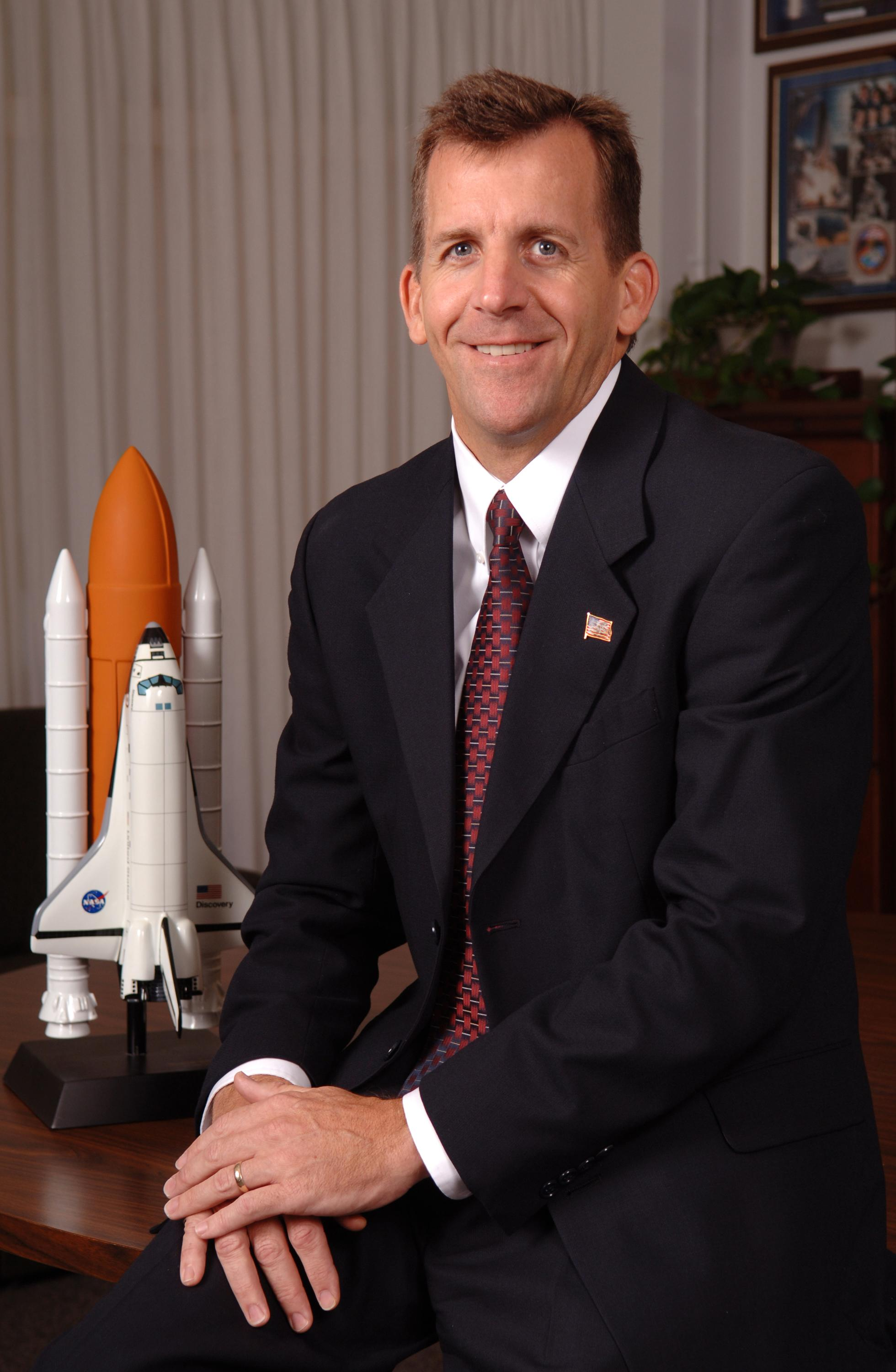
LeRoy Cain (2006)

LeRoy E. Cain (* 4. Februar 1964 in Dubuque (Iowa)) ist ein US-amerikanischer NASA-Ingenieur und Flugdirektor.

## Leben
Cain erhielt 1988 den Bachelor of Science in Luft- und Raumfahrttechnik von der Iowa State University. Er begann im selben Jahr in der Raumfahrtindustrie zu arbeiten. Bei der NASA im Lyndon B. Johnson Space Center in Houston war er für die Planung der Space-Shuttle-Missionen zuständig und arbeitete im Mission Control Center in der Echtzeitunterstützung. Cain begann als Angestellter der Rockwell Shuttle Operations Company und wurde 1991 Angestellter der NASA.
Im Jahr 1997 wurde Cain Manager des Space Shuttle Ascent/Entry Guidance and Procedures Section. Anschließend wurde Cain Flugdirektor und bei 17 Space-Shuttle-Missionen eingesetzt. Dabei waren sechs Missionen als Flugdirektor beim Start und acht als Flugdirektor bei der Landung. Im Rahmen der Mission STS-107 war er Flugdirektor während des Absturzes der Columbia.
Cain war dann zeitweise acting deputy manager of the Space Shuttle Program und acting deputy director of Space Shuttle Processing 2004. Im November 2005 wurde er dann Manager der Launch Integration am Kennedy Space Center. Mit dem direkten Berichtsweg zu Wayne Hale unterstützte er mit dem kompletten Management Integration und Operation des Space-Shuttle-Programms. Im April 2008 kam Cain zurück zum Johnson Space Center, um als Deputy Shuttle Program Manager den Shuttle Program Manager John Shannon zu unterstützen.

## Auszeichnungen
- NASA Outstanding Performance Awards for five consecutive years
- 1997: NASA Outstanding Contribution award für das Ariane 502 Re-entry Observation Project
- 1996: Certificate of Commendation des Lyndon B. Johnson Space Center[1]